# Bagatel·les, Op. 126 (Beethoven)
Les sis Bagatel·les, Op. 126, de Ludwig van Beethoven, foren compostes els anys 1823-1824 i estan dedicades al seu germà Nikolaus Johann (1776–1848). Foren publicades més tard, el 1825. Una bagatel·la, segons l'ús de Beethoven, és una espècie de breu peça de caràcter.(OED 2001; Kennedy and Kennedy 2007)

## Obra
Beethoven va escriure al seu editor Schott i li va comentar que el seu Op. 126 «són probablement del millor que he compost». El conjunt es compon de sis obres breus, amb les següents característiques:
1. Andante con moto, Cantabile i compiacevole, sol major, 3/4
2. Allegro, sol menor, 2/4
3. Andante, Cantabile e grazioso, mi bemoll major, 3/4
4. Presto, si menor, 2/2
5. Quasi allegretto, sol major, 6/8
6. Presto, 2/2, seguida de, Andante amabile e con moto, mi bemoll major, 3/8

En els comentaris en la Introducció de la seva edició de les obres, Otto von Irmer apunta que Beethoven volia que les sis bagatel·les fossin tocades en l'ordre establert, com una sola obra, almenys en la mesura en què això pot ser inferit a partir d'una anotació marginal que Beethoven va fer en el manuscrit: "Ciclus von Kleinigkeiten" (cicle de peces petites). Lewis Lockwood suggereix una altra raó per considerar el treball com una unitat en lloc d'una col·lecció: a partir de la segona bagatel·la, les tonalitats de les peces cauen en una successió regular descendent de terceres majors, un patró que Lockwood també percep en la Simfonia «Heroica» i el Quartet de corda, Op. 127.
Maurice J. I. Brown, en el Grove Dictionary, diu que les bagatel·les «són completament típiques del seu compositor i mostren afinitats amb la resta d'obres instrumentals escrites en el mateix període». Algunes de les aquestes possibles afinitats són: la núm. 1 comparteix l'expressió tersa, el·líptica del primer moviment de la Sonata per a piano, Op. 101; la núm. 3 comparteix l'estil de l'elaboració aguda d'una melodia lenta en compàs ternari, vist en el moviment lent de la Sonata «Hammerklavier»; i l'última bagatel·la comença amb un caòtic passatge que recorda l'obertura de l'últim moviment de la Novena Simfonia.